# 东非共同事务组织
东非共同事务组织 (East African Common Services Organization，EACSO)是1961年12月9日至1967年东非的乌干达、肯尼亚、坦噶尼喀三国之间组成的管理公共事务的机构。1967年被东非共同体(EACSO)取代。

## 历史
第二次世界大战战后，英国政府发布了《东非跨地域未来管理建议》（proposals for the future management of the inter-territorial services in East Africa）。1947年英国国会通过了《东非法令》（East Africa (High Commission) Order）。1948年1月1日生效，成立了进行了机构改革，在从1926年起每两年召开一次的总督会议基础上，成立了“东非高级委员会”负责掌管东非的铁路、港口、民航、邮政、电信、关税、所得税、教育以至国防事务而不影响乌干达、肯尼亚、坦噶尼喀宪政法律地位。同时设立“中央立法大会”（Central Legislative Assembly）作为咨询机构。 
1961年6月，在非殖民化浪潮中，乌干达、肯尼亚、坦噶尼喀三方在伦敦会谈。一致同意在独立后设立东非共同事务组织 (EACSO)，提供东非高级委员会类似功能。1961年12月9日，坦噶尼喀率先独立建国，高级委员会正式被EACSO取代。东非共同事务组织的共同秘书处仍设在内罗毕。
1967年6月，乌干达、肯尼亚、坦噶尼喀三国决定成立东非共同体，取代东非共同事务组织；成立东非立法议会，取代中央立法大会。1967年12月乌干达、肯尼亚、坦桑尼亚三国签署《东非共同体条约》，有效期十年；东非共同体正式成立，总部设在坦桑尼亚阿鲁沙。

## 中央立法大会
1947年英国国会通过的《东非法令》，设立东非中央立法大会（Central Legislative Assembly）。成员包括高级委员会的高阶行政官员与三地提名的非官方士绅代表。中央立法大会通过的决议直接适用于三地。

## 书目
- Colonial Office.  (PDF). Colonial 191. London: H.M. Stationery Office. 12 December 1945.
- Colonial Office.  (PDF). Colonial 210. London: H.M. Stationery Office. 5 March 1947.
- Colonial Office.  (PDF). Command 1433. London: H.M. Stationery Office. 11 July 1961.
- Apter, David E. . Routledge. 1961: 256–261. ISBN 978-1-136-30757-7.
- Banfield, Jane. . International Journal. 1963, 18 (2): 181–193. JSTOR 40198786. doi:10.2307/40198786 （英语）.
- Birmingham, Robert. . Virginia Journal of International Law. 1969, 9: 415  [2020-03-21]. （原始内容存档于2019-04-27）.
- Gladden, E. N. . Parliamentary Affairs. 1 May 1963, XVI (4): 428–439. ISSN 0031-2290. doi:10.1093/oxfordjournals.pa.a054027 （英语）.
- Ramolefe, AMR; Sanders, AJGM. . The Comparative and International Law Journal of Southern Africa. 1972, 5 (1): 42–55. ISSN 0010-4051. JSTOR 23242755.